# Walt Hansgen
Walter Edwin Hansgen (New Jersey, SAD, 28. listopada, 1919. – Orléans, Francuska, 7. travnja 1966.) je bivši američki vozač automobilističkih utrka.

## Rezultati u Formuli 1
| Sezona | Momčad           | Šasija     | Motor     | Utrke | Pobjede | Podiji | Bodovi | Plasman |
| ------ | ---------------- | ---------- | --------- | ----- | ------- | ------ | ------ | ------- |
| 1961.  | Momo Corporation | Cooper T53 | Climax L4 | 1     | 0       | 0      | 0      | —       |
| 1964.  | Team Lotus       | Lotus 33   | Climax V8 | 1     | 0       | 0      | 2      | 16.     |

## Vanjske poveznice
- Walt Hansgen Racing Reference